# Yangchuanosaurus
Yangchuanosaurus („ještěr od Jung-čchuan“, podle oblasti kde byly objeveny fosilie) byl rod velkého alosauroidního teropoda z čeledi Metriacanthosauridae, který žil na území současné jižní Číny asi před 168 až 161 miliony lety v období střední až rané svrchní jury. Jeho fosilie jsou známé ze sedimentů souvrství Ša-si-miao.

## Rozměry
Yangchuanosaurus byl větší a robustnější než jeho mírně geologicky mladší severoameričtí současníci rodů Ceratosaurus a Allosaurus. Dospělé exempláře měřily asi 10,5 až 11 metrů na délku a vážily až kolem 3000 kilogramů. Tento teropod tedy patřil k vůbec největším známým dravým dinosaurům z období střední jury.

## Popis
Yangchuanosaurus měl relativně mohutnou lebku, na které byl vidět malý hřeben, krátký krk i přední končetiny, dlouhé zadní končetiny a pevný rigidní ocas (patřil mezi tetanury). Byl blízkým vývojovým příbuzným rodu Sinraptor a společně patřily tyto rody do čeledi Metriacanthosauridae. Dalším jeho vývojovým příbuzným byl například druh Alpkarakush kyrgyzicus, formálně popsaný roku 2024. V Číně byla objevena jeho téměř úplná kostra, chyběla jí jen distální část spodní končetiny, ocasní obratle a část lopatkového pletence. Na hřbetě měl tento dinosaurus zřejmě nízký hřeben.

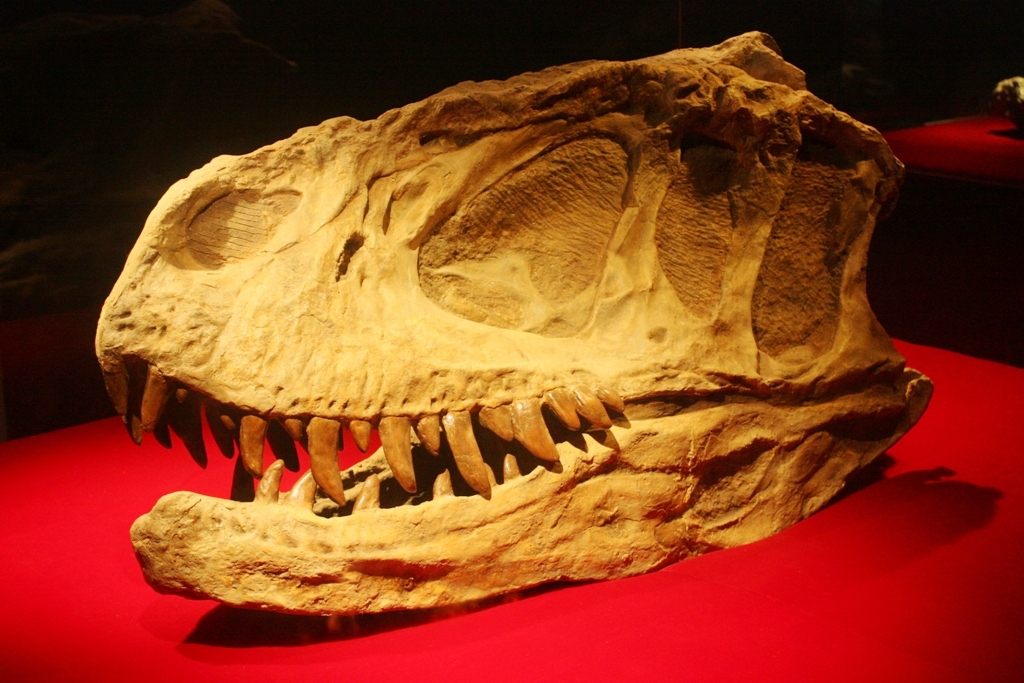
Yangchuanosaurus - lebka

Na hlavě měl jangčchuanosaurus hrboly a rohy, není ale dosud jasné, k čemu sloužily. Mezi jeho kořist mohli patřit sauropodi Mamenchisaurus a Omeisaurus, stegosaurid Tuojiangosaurus nebo ornitopod Xiaosaurus.

## Objevy
Fosilie tohoto dinosaura byly objeveny v oblasti Jung-čchuan v Číně. Formálně popsán byl roku 1978, autorem popisu je paleontolog Tung. Typový druh je Y. shangyouensis. V roce 1993 byl popsán další druh, Y. zigongensis. V současnosti jsou považovány za formálně platné pouze tyto dva druhy.
Výzkum fosilních kostí druhu Y. hepingensis odhalil, že tito dinosauři vykazují četné patologie v podobě zlomenin kostí (fraktur) a stopy po kostních nemocech.